# 시쿠카 지청
시쿠카 지청(일본어: 敷香支庁)은 가라후토 청의 지청 중 하나이다. 지청 소재지는 시스카 정이다.